# Ненеција
Ненецки аутономни округ (рус. Нене́цкий автоно́мный о́круг, ненец. Ненёцие автономной ӈокрук) је конститутивни субјект Руске Федерације са статусом аутономног округа на простору Северозападног федералног округа у европском делу Русије. Округ уједно припада територији Архангелске области.
Административни центар аутономног округа је град Нарјан-Мар.
Округ има површину од 176.700 km² и 41.546 становника (2002), од којих 18.611 живи у Нарјан-Мару, административном центру.

## Етимологија
Аутономни округ носи име по титуларном народу Ненцима, који су након Руса (63%) други народ по бројности у округу (са око 18%). Ненци су народ самоједског порекла, традиционално шаманске или православне вероисповести.
Раније руско име за овај народ био је Самоједи (у ужем смислу). Постоји мишљење да је име произилазило из обичаја народа да једу велику количину хране, руски самый-едами („велики оброк”). Име је промењено 1930-их година у Ненци и на ненецком, значи „људи”.

## Становништво
| 1989.  | 2002.  | 2010.  |
| ------ | ------ | ------ |
| 54,840 | 41,546 | 42,090 |